# C.L.A. Benzon
Carl Ludvig Adolph (von) Benzon (født 18. november 1823 på Christiansdal, død 29. december 1891 i København) var en dansk embedsmand.
Benzon var en søn af kammerherre Christian Frederik Otto Benzon til Tirsbæk Fideikommis og Christiansdal (nu Dalum Kloster) (23. marts 1786 – 4. juni 1875) og Nielsine, født de Jermiin (1795-1867). Han blev 1840 student fra Sorø Akademi, 1847 juridisk kandidat, 1848 volontær i Justitsministeriet, 1852 kancellist sammesteds, tog 1853 slesvigsk juridisk eksamen, blev samme år fuldmægtig i Ministeriet for Slesvig og kammerjunker, 1854 bureauchef, entledigedes 1864 på grund af Hertugdømmernes afståelse, blev 1868 amtmand over Ringkøbing Amt, 1869 kammerherre, 1873 amtmand over Holbæk Amt og [1886] overpræsident i København. 1885 blev han Kommandør af Dannebrogordenens 2. grad, 1887 af dens 1. grad.
Han blev gift 1. gang (2. juni 1853) med Georgette de Falsen (24. september 1832 – 10. august 1868), en datter af stiftamtsskriver i Bergen Hagbarth de Falsen og Aletta, født Fleischer, 2. gang (5. februar 1870) med Caroline Antoinette Elisabeth Cathrine Castenschiold (27. oktober 1824 – 13. juli 1879), en datter af kammerherre, stiftamtmand Johan Carl Thuerecht Castenschiold og Frederikke Vilhelmine, født grevinde Lüttichau, 3. gang (21. januar 1880) med sin anden hustrus søster, Frederikke Louise Vilhelmine Castenschiold, født 10. juni 1831. Han døde i embedet.